# Arctodiaptomus laticeps
Arctodiaptomus laticeps is een eenoogkreeftjessoort uit de familie van de Diaptomidae. De wetenschappelijke naam van de soort werd in 1862 voor het eerst geldig gepubliceerd door Georg Ossian Sars.